# Liste französischer Zeitungen
Die nachfolgenden Listen führen Zeitungen auf, die in Frankreich erscheinen oder erschienen sind. Sie erheben keinen Anspruch auf Vollständigkeit.

## Gegenwärtig in Frankreich erscheinende Zeitungen

### Nationale Tageszeitungen
Die Auflage entspricht der Zahl der in Frankreich verkauften Tageszeitungen gemäß den Angaben der Alliance pour les Chiffres de la Presse et des Médias (ACPM) für den Zeitraum 2021 bis 2022.
| Zeitung                                      | Gründungs- datum | Pressegruppe                           | Auflage | Anmerkungen            |
| -------------------------------------------- | ---------------- | -------------------------------------- | ------- | ---------------------- |
| Le Parisien (einschl. Aujourd’hui en France) | 1986             | Groupe Amaury                          | 254.407 | Tageszeitung           |
| Le Figaro                                    | 1826             | Socpresse                              | 349.800 | Tageszeitung seit 1866 |
| Le Monde                                     | 1944             | La Vie-Le Monde                        | 458.611 | Tageszeitung           |
| L’Équipe                                     | 1946             | Groupe Amaury                          | 217.965 | Tageszeitung           |
| Libération                                   | 1973             | SARL Libération                        | 93.147  | Tageszeitung           |
| Les Échos                                    | 1908             | DI Group                               | 138.859 | Tageszeitung seit 1928 |
| La Croix                                     | 1883             | Bayard Presse                          | 87.103  | Tageszeitung           |
| L’Humanité                                   | 1904             | Société nouvelle du journal l’Humanité | 37.715  | Tageszeitung           |

### Andere in Frankreich erscheinende Zeitungen
| Zeitung                      | Gründungs- datum | Pressegruppe                             | Auflage     | Anmerkungen                                              |
| ---------------------------- | ---------------- | ---------------------------------------- | ----------- | -------------------------------------------------------- |
| Le Canard enchaîné           | 1915             |                                          | 500.000     | Wochenzeitung                                            |
| The Connexion                | 2002             |                                          |             | Monatszeitung in englischer Sprache                      |
| Le Dauphiné libéré           | 1945             |                                          | 303.500     | Tageszeitung                                             |
| Corse-Matin                  | 1944             | SA Corse Presse Groupe Hersant Média     | 45.000      | Tageszeitung regional                                    |
| Courrier International       | 1990             |                                          | 190.000     | Wochenzeitung                                            |
| La Dépêche du Midi           | 1870             |                                          | 222.376     | Tageszeitung regional                                    |
| Dernières Nouvelles d’Alsace | 1877             | EBRA                                     | 200.000     | Tageszeitung regional                                    |
| Direct Matin Plus            | 2007             | La Vie-Le Monde und Groupe Bolloré       | > 1.000.000 | Tageszeitung Gratiszeitung                               |
| L’Express                    | 1953             |                                          |             | Wochenzeitung                                            |
| International Herald Tribune | 1887             | New York Times Company                   | 205.407     | Tageszeitung in englischer Sprache                       |
| Le Journal du Dimanche       | 1948             |                                          | 260.000     | Sonntagszeitung bis 1976 Sonntagsausgabe des France Soir |
| Marianne                     | 1997             |                                          |             | Wochenzeitung                                            |
| metro                        | 2002             | Metro International                      | > 800.000   | Tageszeitung Gratiszeitung                               |
| Midi Libre                   | 1944             | Groupe Sud Ouest                         |             | Tageszeitung regional                                    |
| Minute                       | 1962             |                                          | 40.000      | Wochenzeitung                                            |
| Le Monde diplomatique        | 1954             |                                          | 300.000     | Monatszeitung                                            |
| Nice-Matin                   | 1944             | S.A.P.O. Nice-Matin Groupe Hersant Média |             | Tageszeitung regional                                    |
| Le Nouvel Observateur        | 1964             |                                          | 500.000     | Wochenzeitung                                            |
| Ouest-France                 | 1944             |                                          | 800.000     | Tageszeitung regional                                    |
| Paris Match                  | 1949             |                                          |             | Wochenzeitung                                            |
| Paris Turf                   | ?                | Turf Editions                            | 81.025      | Tageszeitung                                             |
| Le Point                     | 1972             |                                          |             | Wochenzeitung                                            |
| Le Progrès                   | 1859             | EBRA                                     |             | Tageszeitung regional                                    |
| La Recherche                 | 1946 (1970)      | Sophia Publications                      | 69.420      | Monatszeitung                                            |
| Télérama                     | 1947             | La Vie-Le Monde                          |             | Wochenzeitung                                            |
| Week End                     | ?                | Turf Editions                            | 32.516      | Tageszeitung                                             |
| 20 minutes                   | 2002             | Schibsted                                | 870.000     | Tageszeitung Gratiszeitung                               |

## Früher in Frankreich erschienene Zeitungen
| Zeitung                                                                          | Gründungs-/ Einstellungs- datum | Herausgeber            | Auflage | Anmerkungen                                                                  |
| -------------------------------------------------------------------------------- | ------------------------------- | ---------------------- | ------- | ---------------------------------------------------------------------------- |
| L’Aube                                                                           |                                 |                        |         |                                                                              |
| L’Ami du Peuple ursprünglich Publiciste parisien                                 | 1789–                           | Jean-Paul Marat        |         | Tageszeitung                                                                 |
| L’Aurore                                                                         | 1897–1914                       |                        |         | Tageszeitung                                                                 |
| L’Aurore                                                                         | 1944–1985                       |                        |         | Tageszeitung, von Le Figaro übernommen                                       |
| La Cause du peuple                                                               | 1848–                           |                        |         |                                                                              |
| La Cause du peuple                                                               | 1968–1972                       |                        |         | Wochenzeitung, dann Tageszeitung                                             |
| Le Charivari                                                                     | 1832–1837                       |                        |         | Tageszeitung, dann Wochenzeitung                                             |
| La Citoyenne                                                                     | 1881–1891                       |                        |         | zweimonatlich                                                                |
| Combat                                                                           | 1944–1974                       |                        |         | Tageszeitung                                                                 |
| Courrier d’Avignon                                                               | 1733–1793                       | François Morénas       | 9000    | zweiwöchentlich, dann Tageszeitung                                           |
| Courrier des quatre-vingt-trois départements ursprünglich Courrier de Versailles | 1789–?                          | Antoine-Joseph Gorsas  |         |                                                                              |
| Le Courrier Musical                                                              | 1902–                           |                        |         |                                                                              |
| Direct Soir                                                                      | 2006–2010                       | Groupe Bolloré         |         | Tageszeitung Gratiszeitung                                                   |
| Excelsior                                                                        | 1939–1945                       |                        |         | Tageszeitung                                                                 |
| France Soir                                                                      | 1944–2012                       |                        | 24.000  | Tageszeitung                                                                 |
| La Gazette                                                                       | 1631–1915                       | Théophraste Renaudot   |         | Wochenzeitung                                                                |
| Le Globe                                                                         | 1824–1832                       |                        |         |                                                                              |
| Les Hommes Nouveaux                                                              | 1912                            |                        |         |                                                                              |
| L’Imprévu                                                                        | 1972–                           |                        |         |                                                                              |
| InfoMatin                                                                        | 1994–1996                       |                        |         | Tageszeitung                                                                 |
| Je suis partout                                                                  | 1930–1944                       |                        |         | Wochenzeitung                                                                |
| Le Journal                                                                       | 1892–1944                       |                        |         | Wochenzeitung                                                                |
| Le Journal de Paris                                                              | 1777–1811                       | Antoine Cadet de Vaux  |         |                                                                              |
| Le Journal des débats                                                            | 1789–1944                       |                        |         | Wochenzeitung, dann Tageszeitung mehrmals umbenannt                          |
| Le Matin de Paris                                                                | 1977–1987                       |                        |         | Tageszeitung                                                                 |
| Le Matin                                                                         | 1884–1944                       |                        |         | Tageszeitung                                                                 |
| Le Ménestrel                                                                     | 1833–1940                       |                        |         | Wochenzeitung                                                                |
| Mercure de France                                                                | 1721–1825                       |                        |         |                                                                              |
| Mercure Galant                                                                   | 1672–1720                       |                        |         | Wochen-, dann Monatszeitung, umbenannt in Mercure de France                  |
| Le Monde de l’éducation                                                          | 1974–2008                       | Groupe La Vie-Le Monde |         | Monatszeitung                                                                |
| Musica                                                                           | 1902–1915                       |                        |         | Monatszeitung                                                                |
| Le National                                                                      | 1830–1851                       |                        |         | Tageszeitung                                                                 |
| Les Nouvelles Littéraires                                                        | 1922–1945 1946–1985             |                        |         |                                                                              |
| Ordo                                                                             | 1938                            | Siegfried Thalheimer   | 1000    | halbmonatlich Organ des Comité juif d’études politiques in deutscher Sprache |
| Paris Jour                                                                       | 1959–1972                       | Cino Del Duca          |         | Tageszeitung                                                                 |
| Monde                                                                            | 1928–1935                       | Henri Barbusse         |         | Wochenzeitung                                                                |
| Paris-Soir                                                                       | 1923–1944                       |                        |         | Tageszeitung                                                                 |
| Le Patriote français                                                             | 1789–1793                       | Jacques Pierre Brissot |         |                                                                              |
| Le Petit Parisien                                                                | 1876–1944/45                    |                        |         | Tageszeitung                                                                 |
| Le Père Duchesne                                                                 | 1790–                           |                        |         | im Dreitagesrhythmus                                                         |
| Le Quotidien de la République                                                    | 1998–                           |                        |         | Tageszeitung                                                                 |
| Le Révolté (La Révolte)                                                          | 1879–1894                       |                        |         | zweimonatlich, dann Wochenzeitung ab 1885 in Paris erschienen                |
| Le Temps                                                                         | 1861–1942                       |                        |         | Tageszeitung von Le Monde übernommen                                         |
| Les Temps Nouveaux                                                               | 1895–1914 1916–1921             |                        |         | Wochenzeitung zweimonatlich (Jan. 1919 bis Febr. 1911)                       |
| La Voix des Femmes                                                               | 1848–1852                       |                        |         |                                                                              |